# 英國上議院司法職能

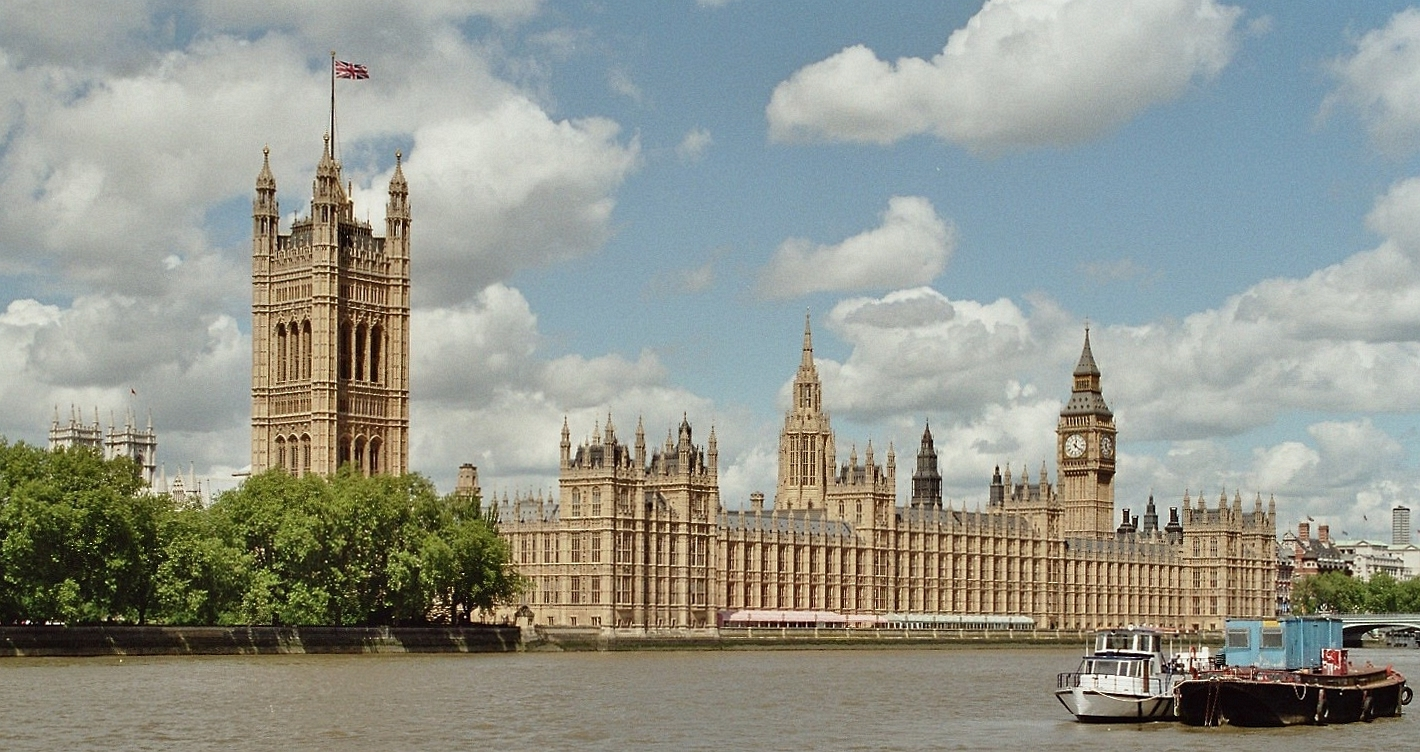
上議院的司法聆訊於倫敦西敏宮內進行。

上議院（英語：House of Lords）除了是立法機構外，昔日亦同時具有司法職能（Judicial Function），是聯合王國內其中一所擁有終審權的司法機構。但自《2005年憲制改革法令》正式生效後，上議院的司法職能已在2009年7月30日廢除，有關職能基本上於同年10月1日由聯合王國最高法院繼承。司法職能尚未廢除以前，上議院僅能審理來自下級法院的上訴案件，技術上而言，上訴案件也不是送交上議院，而是送呈英皇會同國會（King-in-Parliament）審理。
歷史上，上議院亦曾扮演原訟法庭的角色，專門負責對貴族進行審訊，另外又負責審議彈劾案，不過這些職能早已廢退。至於在審訊司法案件時，根據憲制慣例，案件只可由擁有資深法律經驗的上院議員審理，這批議員稱為常任上訴法官（Lords of Appeal in Ordinary），簡稱上院法官，自第二次世界大戰以後，上院的司法職能基本上由上議院受理上訴委員會（Appellate Committee of the House of Lords）行使，案件亦漸少於上院議事廳進行審訊。

## 司法權力

### 上訴

#### 歷史沿革
國會處理爭訟，原於古時候的皇家法院（Royal Court），由君主御審，親自調解爭訟。後來國會權力擴充，並從法院取得不少權力而膨脹，而隨著下級法院不斷建立，上議院遂逐漸演化成為審理民事及刑事案件的終審機構。不過蘇格蘭地區卻有例外，當地的高等法院一直保有對蘇格蘭刑事案件的終審權，上院是無權審理的。
事實上，國會本來並非如法院般審理上訴，最初國會只是負責受理坊間因不滿地方法院審判結果而提出的請願書。到1399年，下議院停止接收這類請願書，接收請願的責任落在上院，上院遂成為了全國的終審機構。可是，上院的司法權力此後卻不斷衰減，在1514年至1589年間，上院只曾受理五宗請願，自1589年至1621年間更是沒有紀錄。一直到1621年，英皇詹姆斯一世轉介一名時常提出訴訟，叫愛德華·伊華（Edward Ewer）的人的請願書予上院跟進，上院這才重新行使其司法職能。自此以後，轉介予上院審理的案件數量有增無減，伊華一案後，上院在1621年再受理多13宗案件，上院後來更設立請願委員會（Committee for Petitions），專門處理案件。最初，請願書會由國會執行秘書（Clerk of the Parliaments）送呈上院，再由上院決定是否將請願轉介往請願委員會處理，但由於案件數量遽增，委員會後來獲得權力自行決定是否受理請願。
案件不論屬於原訟或上訴，上院原本都可以受理，請願書原本也可不經下級法院而直接送達上院，但這種做法後來卻因《托馬斯·斯金納訴東印度公司案》（Thomas Skinner v. East India Company）而中止。托馬斯·斯金納（Thomas Skinner）原是一名在亞洲設有基地的貿易商人，但由於當時缺乏法例監管亞洲貿易，商人權益往往未能有效保障。到後來，英國東印度公司取得亞洲貿易專營權，結果斯金納的貿易基地遭東印度公司沒收，雙方繼而引發訴訟。英皇查理二世幾經調停仲裁不果，終在1667年將案件轉介上議院跟進。
雖然斯金納的請願送達上院，但東印度公司則指案件屬原訟性質，上院不應受理。有律師亦指，只有下級法院無法完滿解決的案件，才應由上院審理。可是，上院卻繼續對案件作出審理，並於1668年判定斯金納得值。此後，東印度公司反向下議院提出請願，並指上院審理原訟案件實屬「不常見」及「異常」。有關案件使到上、下兩院出現爭論，一方面下院頒令囚禁斯金納，但另一方面，上院卻頒令囚禁東印度公司的主席，一時使兩院陷入不和。在1670年，查理二世要求兩院擱置案件，但兩院不從，查理二世於是下令將案件資料從兩院的議事紀錄刪除，兩院這才放棄追究案件。此後，上議院不再審理原訟案件，只受理來自下級法院的上訴案件及請願。
斯金納案獲解決後不久，上、下兩院在1675年再就司法權力問題掀起爭論。當年上院受理了《謝萊訴法格案》（Shirley v. Fagg），但由於案件中的約翰·法格爵士（Sir John Fagg）為下院議員，下院遂批評上院審理有下院議員任被告的案件，有損害下院議員權益之嫌，下院又警告上院應該「重視他們的權益」。未幾，上院再審理多兩宗涉及下院議員的案件，導致兩院關係進一步惡化。兩宗案件分別涉及托馬斯·達馬霍伊（Thomas Dalmahoy）及亞瑟·翁斯洛（Arthur Onslow，財相翁斯洛勳爵之父），基於兩人的案件分別由大法官法庭及財務法院（Court of Chancery）轉介往上院，下院批評上院只應受理來自普通法法院的上訴案件，而不應介入衡平法院的訴訟。
兩院間的紛爭持續至1675年11月休會時仍未解決，直到1677年2月，英皇才再度召開國會，這時事件已經淡化，上院未有對涉案下院議員作出追究，而兩院也未有重提事件。
在1707年，英格蘭與蘇格蘭透過《1707年聯合法令》合併而成大不列顛王國，一時間輿論關注上院是否有權受理來自蘇格蘭法院的上訴。根據《聯合法令》內的條文規定，「所有蘇格蘭的案件，不得在大法官法院、皇座法院、民事訴訟法院或其他在西敏堂內召開的法庭審訊，聯合法令生效後，上述法院或相關的法院無權審理、覆核或修改由蘇格蘭司法機構所作的判決，也不可阻止蘇格蘭行使有關權力。」 然而，法令卻沒有指明和交代上院可否審理來自蘇格蘭的上訴。在1708年，蘇格蘭的第一宗上訴案件送達上院，並獲上院受理。到1709年，上院又命令，在審理來自蘇格蘭的上訴案時，蘇格蘭的下級法院不能執行初審判決，這個決定後來經《1808年司法行政（蘇格蘭）法令》（Administration of Justice (Scotland) Act 1808）而有所修訂，改為如果蘇格蘭高等民事法院（Court of Session）認為情況合理，案件即使已送達上院複審，初審判決仍然有效。在1713年，上議院更開始受理來自蘇格蘭高等法院（High Court of Justiciary）的刑事上訴，但到1781年，上院在《拜沃特訴蘇格蘭檢察總長》（Bywater v. Lord Advocate）一案中卻認為，基於在1707年以前上院未曾受理過來自蘇格蘭高等法院的刑事案件，因而認為蘇格蘭高等法院對蘇格蘭地區的刑事案件具終審權，此案以後，上院不再受理來自蘇格蘭的刑事上訴。

#### 上訴司法權
上議院的司法權未被廢除以前，其司法職能主要由《1876年上訴司法管轄權法令》（Appellate Jurisdiction Act 1876）規管。一般而言，只有重大或特別複雜的案件才會獲上院審理。如果不服上院判決而要求再行上訴，就只可向歐洲司法院或歐洲人權法院提出，但這類案件必須涉及歐盟法律或《歐洲人權公約》。
上院法官原本是無權向國會法令（Acts of Parliament）作司法覆核的。不過，由於英國在1972年加入歐洲共同體（後改稱歐洲聯盟），歐洲法律在某些領域遂成為英國的凌駕性法律，此舉改變了英國昔日「議會至上」（Parliamentary Sovereignty）的面貌。換句話說，原本在「議會至上」原則之下，由英國國會制定的國會法令是英國國內的唯一凌駕性法律，不過自英國成為歐盟成員國後，上院法官可將涉及歐盟法律的案件轉介往歐洲司法院，此外，上院甚至可運用《1998年人權法令》第四章賦予的權力，來裁定某條國會法令違反《歐洲人權公約》。雖然上訴法院、高等法院、蘇格蘭高等法院、蘇格蘭高等民事法院及軍事上訴法院（Courts-Martial Appeal Court）亦享有同等權力，但基於這類案件多數具高度重要性，所以實際上是由上院行使有關權力。儘管如此，國會法令遭受司法覆核，不代表法令已被廢除，國會仍可將法令修訂，使之不再違反歐盟法律。
在民事案件方面，上院能夠受理來自英格蘭及威爾斯上訴法院、北愛爾蘭上訴法院及蘇格蘭高等民事法院的上訴。此外，涉及重大法律觀點的案件，更可由英格蘭及威爾斯高等法院或北愛爾蘭高等法院「越級」直送上院審理。在英格蘭、威爾斯及北愛爾蘭地區，上訴許可申請（Leave to Appeal）的審批權力由主審法院或直接由上院行使；但是在蘇格蘭地區，由於蘇格蘭法律系統沒有上訴許可申請的概念，因此上訴往上院的案件要先由兩名蘇格蘭大律師（Advocate）核實，證明上訴理據充分而合理。
至於在刑事案件方面，上院能夠受理來自英格蘭及威爾斯上訴法院、英格蘭及威爾斯高等法院、北愛爾蘭上訴法院及軍事上訴法院的上訴，然而卻無權受理來自蘇格蘭高等法院的上訴。不同於民事案件，除了要上訴許可申請獲批准外，刑事案件的上訴人還要取得下級法院核實，以證明案件牽涉關係到公眾的重大論點。因此相對於民事案件而言，上院在決定是否受理刑事案件上的自主權遭到一定限制。
上議院的上訴委員會（Appeal Committee）有權審批上訴許可申請。委員會通常由三名常任上訴法官或非常任上訴法官（Lords of Appeal）組成。在國會解散或休會期間，委員會不能召開。歷史上，上訴申請無需經由上訴委員會批核，上訴只要獲兩名律師證明理據充分，即可獲上院受理，不過英格蘭及威爾斯地區早於1934年廢止這種做法，北愛爾蘭地區亦於1962年跟從廢除，只有蘇格蘭地區仍保留類似的做法。
上訴獲受理後，每宗案件的實際審訊工作，則由上議院受理上訴委員會（Appellate Committee）負責。委員會通常由五名常任上訴法官或非常任上訴法官組成。但因應各案件不同的複雜性，委員會人數可能有所變動，但總人數一概不得少於四人，而在特別重要的案件中，委員會人數可增至七人。2004年10月4日，上議院甚至曾組成一個共有九名委員的受理上訴委員會，該委員會的委員包括時任首席常任上訴法官秉邯勳爵（Lord Bingham）及副首席常任上訴法官李啟新勳爵（Lord Nicholls），而涉及的案件則關於政府是否有權無限期拘留因《2001年反恐怖主義、罪行及保安法令》（Anti-terrorism, Crime and Security Act 2001）定義下的嫌疑犯，該委員會隨後在12月16日以八票對一票的大比數裁定政府無權對此作出無限期拘留。受理上訴委員會歷來只曾試過五次要由九名法官同時出任委員，但其中三次都是在2000年代發生。
一般而言，受理上訴委員會所作的判決，都是終極裁決，但事實上，與英格蘭及威爾斯上訴法院和高等法院一樣，上院仍保留權利推翻較早前裁決，並對案件發還重審。雖然這種情況十分罕有，但歷史上一些重大案件，如1852年的《戴梅斯訴大交匯運河公司案》（Dimes v. Grand Junction Canal）就是一宗重審的上訴案件。
另一個比較新的例子是上院於1999年重審一宗在1998年所作的判決。在首次審判中，上院原本裁定智利前總統奧古斯托·皮諾切特要被引渡往西班牙接受審判，但這個裁決後來被推翻而要發還重審，重審理由是其中一名主審法官賀輔明勳爵（Lord Hoffmann）是一間與國際特赦組織具密切聯繫的慈善團體之董事，正好國際特赦組織有份參與上訴，並一直要求當局引渡皮諾切特，因此賀輔明勳爵被認為不應參與有關的聆訊。在重審中，案件由七名常任上訴法官會審，但最終維持上院原判。
歷史上，上院的上訴案件在上議院議事廳內進行聆訊，因此上院會議通常在下午四時以後舉行，而司法聆訊就在之前的時段進行。但在第二次世界大戰期間，由於下院議事廳遭敵軍空襲而有所損毀，因此下院辯論移師往上院議事廳，而司法聆訊唯有臨時移往委員會廳進行。這個臨時措施後來變成為永久性措施，戰後上院聆訊大多數於委員會廳進行，而法官在聆訊時無須穿上法官禮袍。有別於上訴委員會，受理上訴委員會在國會休會期間也可召開，另外，如果獲得君主許可，受理上訴委員會亦可於國會解散期間進行聆訊。
上院的司法裁決，皆在上院議事廳向全院宣判，宣判時間通常是星期四下午二時。在宣判時，上院不可處理非司法事務，而只有參與聆訊的上院法官有權發言。雖然任何上院議員可自由出席旁聽案件宣判，但事實上往往只有很少上院議員選擇出席。當所有參與聆訊的法官都發言後，委員會的上院法官即就「是否贊同受理上訴委員會之報告」（That the report from the Appellate Committee be agreed to.）此一問題進行表決，此一問題及其他相關問題的投票表決，構成上院對每件上訴案的正式裁決。
假如案件宣判時上院正值休會，大法官或首席常任上訴法官有權重召上院以便案件宣判。如上所言，上院可於國會休會時宣判，如蒙君主許可，亦可於國會解散期間宣判。可是對後者而言，委員會並非向全院宣判，而是上院法官以上院全院之名代行。在國會召開與國會開幕大典之間的時段，不可宣判案件，亦不可進行任何國會事務，這段時間只可讓國會議員作效忠宣誓，以及舉行下院議長選舉。
除上院以外，樞密院司法委員會亦享有小部份的本土司法權。該委員會由上院的12名常任上訴法官、及其他樞密院的資深法官組成，並主要受理來自不少獨立英聯邦國家及皇家屬土上訴法院之上訴案件。至於就本土事務而言，樞密院司法委員會有權審理因「權力下放」而衍生的上訴，這些涉及權力下放而衍生的訴訟，是指關於北愛爾蘭行政院、蘇格蘭政府及威爾斯議會政府三個地方政府，涉及其法律權力的訴訟、以及由這三個地方政府的立法機關因制定法律而導致的訴訟。樞密院司法委員會審理涉及權力下放的案件，其案例對所有法院，包括上議院，均具約束力。此一本土司法權已於2009年移交聯合王國最高法院，不過樞密院司法委員會仍保留其海外司法權。

### 其他聆訊

#### 聆訊貴族
歷史上，上議院也曾扮演某類特別法庭，專門負責聆訊王國貴族（Peers of the Realm）及審理彈劾案。不過這些權力早已廢退，上院聆訊王國貴族的權力於1948年廢除，至於上院對上一次審理彈劾案，則是在1806年。
一如庶民需接受陪審團參與審判，王國貴族的案件審訊傳統上由上院聆訊。不過自大不列顛及愛爾蘭聯合王國在1801年成立後，由於愛爾蘭貴族有權參與下議院選舉，因此但凡當選下院議員，他們的特權，包括受上院聆訊的特權，會在擔任下院議員期間，予以暫時撤銷。除上院貴族以外，女貴族、貴族夫人及遺孀雖然不是上院成員，但也有權接受上院聆訊。貴族的遺孀如改嫁庶民，即失去此等權利，但改嫁其他貴族則不受影響。
貴族一般遭大陪審團起訴後，案件會被轉介往皇座法院（Court of King's Bench），除非該名貴族以往干犯過同一罪行而曾獲特赦，否則皇座法院法官不能接納該貴族認罪或否認控罪。如果肇事貴族不提出要求特赦，上院將發出移審令（Writ of Certiorari），指令皇座法院將案件轉介往上院審理。案件在上院開審後，會由總管大臣（Lord High Steward）主持開庭，但案件的實質聆訊全程可由全院議員參與。聆訊結束後，上院會透過投票裁定涉案貴族罪名是否成立。投票會先由爵位最低等的男爵開始，然後根據地位排名逐級而上，並由總管大臣投最後一票。正如陪審員憑藉作誓而投票，貴族則是憑藉自身的名譽投票。
假如案件不在上院會期期間聆訊，案件會被轉介到總管大臣法庭（Lord High Steward's Court）開庭審理。主持的總管大臣會負責聆訊工作，但裁決結果則由「上院審訊員」（Lords Triers）組成的陪審團投票決定。
歷史上最後一宗由上院聆訊貴族的案件在1935年進行，當時被告克里福勳爵（Lord de Clifford）在一宗奪命交通意外中因不小心駕駛而被控誤殺，這宗案件最後裁定克里福勳爵罪名不成立。到1948年，《刑事司法法令》（Criminal Justice Act）通過，廢除上院設庭專門聆訊貴族的做法，自此貴族與庶民一樣同在一般法院接受陪審團裁決。

#### 審理彈劾
除聆訊貴族外，上院亦有權審理彈劾案。彈劾案通常先由下院制定「彈劾條款」（Articles of Impeachment），然後送呈上院審理。最初，上院曾規定彈劾機制只適用於貴族，但在1681年，下院通過一項決議，指出不論是貴族或是庶民，亦不論涉嫌干犯的是叛國、重罪、輕罪、或是任何一種罪行，下院都有權就涉案者提出彈劾。
通常而言，大法官會主持彈劾聆訊。但如果涉案貴族干犯的是嚴重叛國罪，則要由總管大臣主持彈劾聆訊。上院可透過簡單多數投票對彈劾案作出裁決，以裁定被告是否有罪，然後再經由下院動議，要求上院就彈劾案發表判決內容。如果下院不先提出動議，上院就不可發表判決內容，所以理論上，若發生這樣的情況，那麼被告即使被判有罪，也不會被課刑。
按《1701年嗣位法令》（Act of Settlement 1701）規定，任何被告不得申請特赦，以企圖免受上院的彈劾聆訊。然而，如果被告最終因彈劾聆訊而被判罪名成立，君主卻有權赦免被告。這種做法有別於不少國家，以美國為例，美國總統無權就彈劾案的結果提出特赦。在美國，彈劾案一經參議院裁定成立，被告只會被勒令辭去所任公職，以及禁止在日後出任公職，被告在去職後仍然有機會遭檢控機關提出起訴，並在下級法院接受審訊，一經定罪的話會被課以刑罰。至於在英國，上院的彈劾聆訊等同於其他司法聆訊，與其他下級法院一樣，彈劾案如被裁定成立，上院有權對被告課以刑罰；也一如其他因犯法而遭課刑的人士，在彈劾案中被判有罪的人士同可獲君主特赦。
彈劾機制原本用於對付那些權勢太大，不宜在下級法院接受聆訊的豪強。在蘭開斯特王朝時代，彈劾案原本十分普遍，但步入都鐸王朝以後，《剝奪公民權草案》（Bills of Attainder）取代彈劾機制成為更有效的定罪方法，使到彈劾案的數量有所減少。復至斯圖亞特王朝時代，國會透過彈劾案對付皇室官員，對抗君權膨脹，使到彈劾案的數字一度重新上升。惟彈劾案後來漸少提出，歷史上最後的兩宗彈劾案，分別在1788年至1795年間、以及在1806年審理，兩案分別涉及首任孟加拉總督沃倫·黑斯廷斯（Warren Hastings），以及第一海軍大臣梅爾維爾子爵（Viscount Melville）。

### 貴族爵位承繼糾紛
涉及貴族爵位承繼權的糾紛，一般由君主轉介往上議院調解。理論上，君主作為「榮譽泉源」（Fount of Honour），是有權裁判所有涉及貴族爵位的糾紛。不過實際上，除非經上院多番調解不果，君主甚少親自出面調解。
在現代，上議院會將這類糾紛交由轄下的特權委員會（Committee for Privileges）跟進。在上院移交司法職能予聯合王國最高法院以前，這個委員會的成員曾包括一定數量的上院法官。上院法官負責在委員會中提供意見，這些意見通常都得到委員會的其他委員和議。不過自聯合王國最高法院成立後，上院法官之職已予取消，亦不再是委員會的委員。
委員會就糾紛提交報告後，上議院會予以採納，並奏報君主，以聽候君主的最終決定。通常君主會依照特權委員會在報告羅列的結論，相應作出決定。

## 組成成員

### 上訴聆訊
最初，上院所有議員也能參與上訴案的審理，但外行議員在聆訊的角色自19世紀起不斷減退。取而代之的，是改由一些「上院法官」（Law Lords）專門負責聆訊上訴案件，這些上院法官當時是指大法官及其他出任司法公職的上院議員。上院外行議員在1834年最後一次以投票形式表決上訴案件，但這種做法並未正式廢止，直到1844年在涉及愛爾蘭政治家丹尼爾·奧康奈爾的《奧康奈爾訴女皇案》（O'Connell v. The Queen）中，上院原本以時任大法官、三位前任大法官、一位前任愛爾蘭大法官及一位前任首席法官幾位上院法官組成小組，專責聆訊案件，並就案件發表意見。然而，外行議員在上院法官發表意見後，一度提出要求透過全院投票表決案件，結果樞密院議長頒令建議日後上院法官發表案件觀點後，外行議員不得再行干預案件。在1883年，上院最後一次發生外行議員企圖投票干預司法案件的審訊，但這次投票並未獲得承認，此後再無外行議員企圖干擾司法聆訊。
儘管由上院法官審理司法案件漸成定制，但是上院早年未有明令規限上院法官的人數和資格。在1856年，政府希望透過冊封終身貴族的方法以增加上院法官數目，並冊立資深法官詹姆士·帕克爵士為文斯利代爾勳爵，不過上院以文斯利代爾勳爵屬終身貴族為理由，拒絕認可其上院議員身份，最終政府須加封文斯利代爾勳爵為世襲貴族，其上院議員資格方獲正式確認。
自《1876年上訴司法管轄權法令》（Appellate Jurisdiction Act 1876）生效後，上院法官資格才正式有成文規範。根據法令，君主可提名一定數量的上議院常任上訴法官。而實際上，常任上訴法官要先經首相提名（而非經由司法任命委員會提名），才再由君主正式任命。任何具備資格出任常任上訴法官的人士，必須曾出任資深司法職務至少兩年，或者任執業大律師至少15年。另按照慣例，在一眾常任上訴法官之中，必須有最少兩名蘇格蘭人及最少一名愛爾蘭人。
所有上議院常任上訴法官終身擁有男爵爵位，並在上院擁有議席。而根據《1993年司法人員退休金及退休法令》（Judicial Pensions and Retirement Act 1993）規定，常任上訴法官的退休年齡為70歲，但在個別情況下，官方可運用特別酌情權延任常任上訴法官至最多75歲。常任上訴法官一職在1876年首次確立時，僅設兩席限額，但到2009年時已增至12席。如果要在已經額滿的情況下再任命常任上訴法官，須以法定文書（Statutory Instrument）申請，並獲上下兩院通過，任命方能生效。依照慣例，常任上訴法官上任時如非樞密院顧問官，上任後通常會獲得委任。基於常任上訴法官同時是樞密院顧問官，因此他們亦會於樞密院司法委員會供職，該委員會對某類上訴案件擁有終審權。除此之外，常任上訴法官不時會獲委任在一些重要的公開研訊中，出任主席一職，比較有名的例子包括於2003年至2004年間進行的赫頓研訊（Hutton Inquiry），調查國防部武器專家大衛·凱利博士（Dr David Kelly）離奇身亡一事。
在所有常任上訴法官中，其中兩人分別為首席常任上訴法官（Senior Lords of Appeal in Ordinary）及副首席常任上訴法官（Second Senior Lords of Appeal in Ordinary）。這兩個職位原本由年資最深的兩名常任上訴法官出任，但自1984年起不按年資，改為個別委任。
除常任上訴法官外，上院亦有其他非常任上訴法官協助審理案件。非常任上訴法官必須是各條法令（包括《1958年終身貴族爵位法令》及《1999年上議院法令》）下所界定的上議院議員，且同時擔任或曾經擔任高級司法職務的人士。所謂的高級司法官員，是指英格蘭及威爾斯上訴法院、蘇格蘭高等民事法院內院、以及北愛爾蘭上訴法院的法官。此外，凡年滿70歲的常任上訴法官，亦可改任為非常任上訴法官。英聯邦成員國的高級法官也有擔任非常任上訴法官的往例，在1996年至2001年間，紐西蘭上訴法院（Court of Appeal of New Zealand）退休法官顧安國勳爵（Lord Cooke of Thorndon）就獲委為非常任上訴法官。
上院的上訴案，可由年齡不高於75歲的常任上訴法官及非常任上訴法官聽審。其中，常任上訴法官屬受薪官職，因此當他們退任常任上訴法官、或改任非常任上訴法官，就不再受薪。在2009年，首席常任上訴法官的年薪為185,705英鎊，是除英格蘭及威爾斯首席法官以外，薪酬水平最高的司法官員，至於一般的常任上訴法官年薪則為179,431英鎊。
上議院議事時，法定最低出席人數為三人，這規條亦適用於上院的案件宣判。不過按照慣例，由於只有常任上訴法官及非常任上訴法官可主理上院的司法事務，因此每當案件宣判時，法定最低人數必須由上院法官湊成。上院宣判案件時，通常只由有份參與聆訊的受理上訴委員會法官參與投票，表決案件結果。

### 其他聆訊
歷史上，上院由總管大臣負責主審涉及上院貴族的司法案件、以及涉及上院貴族干犯叛國罪的彈劾案件，在其他情況下，則由大法官負責主審。總管大臣一職原本由萊斯特伯爵家族歷代世襲出掌，但後來卻因其中一任總管大臣謀反，使得職位遭皇室沒收，並改授予駝背者愛德蒙。總管大臣一職其後再度沒入皇室，及後重新授予另一家族，但至1421年因該家族絕嗣關係，總管大臣一位遂持續處於懸缺狀態，只有每當上院舉行某類聆訊、或者君主即位加冕時，英廷才會委任總管大臣。然而，當聆訊或加冕大典完結後，有關總管大臣須按慣例折斷自己的白色權杖，象徵卸下職務，於是總管大臣一職會復歸懸缺狀態。
所以，一般而言，如果上院要開審涉及上院貴族的司法案件，在任大法官一般會獲委任為總管大臣，主持聆訊。不過總管大臣並不決定案件的裁決結果，裁決結果要經由全院議員投票決定。此外，上院靈職議員（Lords Spiritual，即在上院擁有議席的英國聖公會大主教）在聆訊貴族擔當的角色並不明確。儘管靈職議員是上院議員，但他們不像俗職議員一樣被視作具「貴族血統」，因此在彈劾案及貴族審判中，他們被認為不具資格與俗職議員一同投票。理論上，靈職議員作為上院議員，仍保留投票權利，但按慣例，他們只會參與聆訊，到投票表決案件前夕卻會離場避席，不就案件投票，因此所謂的全院投票在此並不包括靈職議員。
如前文所述，如案件審訊時正值上院休會，案件會改由總管大臣法庭審理。

### 貴族爵位承繼糾紛
涉及貴族爵位承繼的糾紛，由上議院特權委員會調解。委員會由一名主席及十四名常任委員組成，全體成員同時為上院議員。在上院法官未被廢除前，首席常任上訴法官會任命四名常任上訴法官協助委員會調解糾紛。這些常任上訴法官僅屬委員會的非常任委員，首席常任上訴法官會逐次就不同的糾紛委任不同的常任上訴法官出任非常任委員。大抵而言，上院法官向委員會提供的法律意見，皆會獲委員會附和及支持。至於委員會就糾紛進行聆訊時，必須要有最少三名上院法官在場，以符合法定最低出席人數的規定。

## 歷年改革
在1873年，政府引入草案計劃廢除上議院受理英格蘭上訴案件的權力（但仍保留受理蘇格蘭及愛爾蘭上訴案件的權力），該草案隨後獲國會通過，並擬定在1874年11月起生效。不過在法令生效前，原本的自由黨威廉·格萊斯頓政府垮台，新上台的保守黨本傑明·迪斯雷利政府遂通過將草案生效期順延至1875年。由於當時國會的取態已變，使到草案最終未有正式落實，而上院的司法職能最終隨《1876年上訴司法管轄權法令》通過而得到規管。根據法令，上訴不能以請願形式送呈上院，而是要正式經由下級法院轉介。
上院作為立法機構，卻擁有司法職能，曾一直引起社會關注。其中大法官一職本身是內閣閣員，也是上院議長，同時又能參與上院司法聆訊，集行政、立法、司法三權於一身，更有違「三權分立」原則。但以《2005年憲制改革法令》通過前的幾任大法官為例，下列每任大法官實際參與司法聆訊的日數卻各有出入。
- 伽德納勳爵（Lord Gardiner，1965年至1970年在任）：四日、
- 許琛勳爵（Lord Hailsham，1970年至1974年及1979年至1987年在任）：81日、
- 埃爾溫-瓊斯勳爵（Lord Elwyn-Jones，1974年至1979年在任）：八日、
- 哈弗斯勳爵（Lord Havers，1987年在任）：未曾參與、
- 卡勒斯芬的馬凱勳爵（Lord Mackay of Clashfern，1987年至1997年在任）：60日、
- 艾偉儀勳爵（Lord Irvine of Lairg，1997年至2003年在任）：18日、
- 范克林勳爵（Lord Falconer of Thoroton，2003年至2007年在任）：未曾參與。

大法官通常不會參與涉及政府利益的聆訊，但其中一任大法官艾偉儀勳爵曾言，基於自己的多重身份，判案時難免令上訴人質疑案件審訊的公正性，故此他判案時都不情願要下長篇判辭；至於他的繼任人范克林勳爵在任內甚至決定不參與任何司法聆訊，以保公正。《2005年憲制改革法令》通過後，大法官不再擔任上院議長，也不再具法官身份。
自《2005年憲制改革法令》第三章在2009年10月1日正式生效以後，上議院的司法職能被正式廢除，有關職能轉移到新成立的聯合王國最高法院。上院12位常任上訴法官之中，其中10位轉到聯合王國最高法院任最高法院法官。所有轉任到聯合王國最高法院的常任上訴法官一概保留終身貴族爵位，但在最高法院供職期間暫時失去上院議席。另外，最高法院此後再任命最高法院法官時，亦不一定要向他們授予貴族爵位，法官們也不會在上院辦公。

## 附註
1. ↑  原文為「...no causes in Scotland be cognoscible by the courts of Chancery, Queen's Bench, Common Pleas or any other court in Westminster Hall; and that the said courts or any other of the like nature after the union shall have no power to cognosce, review or alter the acts or sentences of judicatures in Scotland, or stop the execution of the same.」
2. ↑  案情：在一宗運河工程民事訴訟中，負責主審的時任大法官科頓哈姆勳爵（Lord Cottenham）裁定一名地主非法妨礙運河工程，並判大交匯運河公司勝訴。但後來有消息披露，原來科頓哈姆勳爵擁有該公司大手股份，結果被質疑在該案所作的判決是否公正。上院後來裁定，雖然科頓哈姆勳爵持有該公司大量股份，卻無證據顯示這導致他在該案中出現任何徇私枉法的行為，但上院仍認為他不適宜審理該案。
3. ↑  原因很可能是因為世襲貴族昔日可自動成為上院議員，所以上院就代表了所有世襲貴族，不過，此一權利隨《1999年上議院法令》生效而廢除。

## 注腳
1. ↑  An opinion of Appellate Committee ([2004] UKHL 56) （页面存档备份，存于） © Parliamentary copyright
2. ↑  by Shami Chakrabarti There is no halfway house on human rights （页面存档备份，存于） in The Times February 1, 2005
3. ↑  Terror detainees win Lords appeal （页面存档备份，存于）．BBC News Online．BBC News（2004年12月16日）．於2009年10月3日查閱．
4. ↑  Barker, D.L.A. (2007) Law Made Simple, Oxford: Made Simple Books, p. 61.
5. ↑  R v Bow Street Metropolitan Stipendiary Magistrate, ex p. Pinochet Ugarte (No. 1) 的存檔，存档日期2008-07-09. [1998] UKHL 41
6. ↑  In Re Pinochet 的存檔，存档日期2008-07-09. [1999] UKHL 52
7. ↑  R v Bow Street Metropolitan Stipendiary Magistrate, ex p. Pinochet Ugarte (No. 3) 的存檔，存档日期2008-05-17. [1999] UKHL 17
8. 1 2  Q&A: UK Supreme Court （页面存档备份，存于）．BBC News Online．BBC News（2009年9月30日）．於2009年10月3日查閱．

## 外部連結
- 前上議院司法事務網頁
  - 上議院最後一次案件宣判，2009年7月30日
- 上議院案件判辭 （页面存档备份，存于）
- 上議院特權委員會
- 上議院上訴委員會報告 （页面存档备份，存于）